# Pałac w Leśnej
 Pałac w Leśnej – zabytkowy pałac wybudowany w latach 1800–1880 w obecnej dzielnicy Leśnej o nazwie Baworowa (niem. Beerberg),  w woj. dolnośląskim, w powiecie lubańskim, na Pogórzu Izerskim nad Kwisą, historycznie na Górnych Łużycach, których wschodnią granicę stanowi Kwisa.

## Opis
Pałac kryty dachem mansardowym z lukarnami, z piętrowymi skrzydłami; w części centralnej trzypiętrowy ryzalit zwieńczony trójkątnym frontonem. Obiekt jest częścią zespołu pałacowego, w skład którego wchodzi jeszcze park.

## Historia
Wybudowany w 1800 r. przez właściciela Baworowej, posła Hansa von Bissing. W 1842 r. pałac przejął syn Adolf von Bissing. Około 1850 r. przebudował on budowlę. Pałac pozostał w rękach potomków von Bissingów do II wojny światowej. Po wojnie pałac i zabudowania gospodarcze przejął miejscowy PGR, budynki nie były należycie utrzymywane i na efekty nie trzeba było długo czekać. W 2000 r. rozpoczęto prace remontowe chcąc utworzyć w nim ośrodek wypoczynkowy, lecz na planach się skończyło. W 2006 r. pożar zniszczył i tak w nie najlepszym stanie budowlę. Po rozebraniu dachu pozostawiono tylko mury z widocznymi resztkami dekoracji.